# Floorball

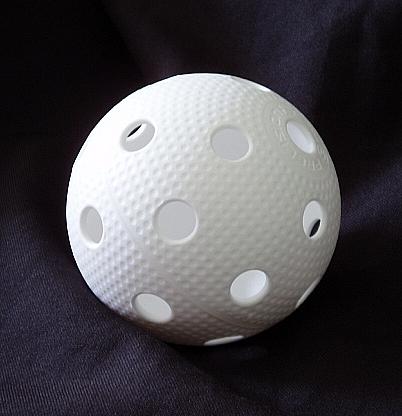
Pelota de floorball.

El floorball o unihockey es un deporte de equipo, practicado en pista cubierta. El objetivo del juego es meter una pelota plástica en la portería contraria usando un bastón ligero llamado stick. Cada equipo tiene cinco jugadores y un portero en la pista. Las reglas del floorball son bastante parecidas a las del hockey sobre hielo, aunque con algunas diferencias evidentes. El juego fue inventado en Suecia a finales de la década de 1960. Las reglas básicas se establecieron en 1979 cuando se fundó en Suecia el primer club de floorball del mundo, Sala IBK, de Sala. Las reglas oficiales para los partidos se escribieron por primera vez en 1981.
A nivel internacional, cinco países han dominado este deporte desde la creación de la IFF (Federación Internacional de Floorball) en 1986: República Checa, Noruega, Suecia, Finlandia y Suiza. Está ganando popularidad en Australia, Nueva Zelanda, India, Canadá, Alemania, Irlanda, Japón, Singapur, Malasia, los Estados Unidos, y el Reino Unido. En 2019, había alrededor de 377 000 jugadores de floorball registrados en todo el mundo y de alrededor de 300 000 en 2014.
La competición internacional más importante es el Campeonato del Mundo, que se celebra desde 1996, en los años pares en categoría masculina, y, desde 1997, en los años impares, en categoría femenina.
En 2006, la Federación Internacional de floorball (IFF) contaba con federaciones y asociaciones nacionales de 37 países.

## Historia

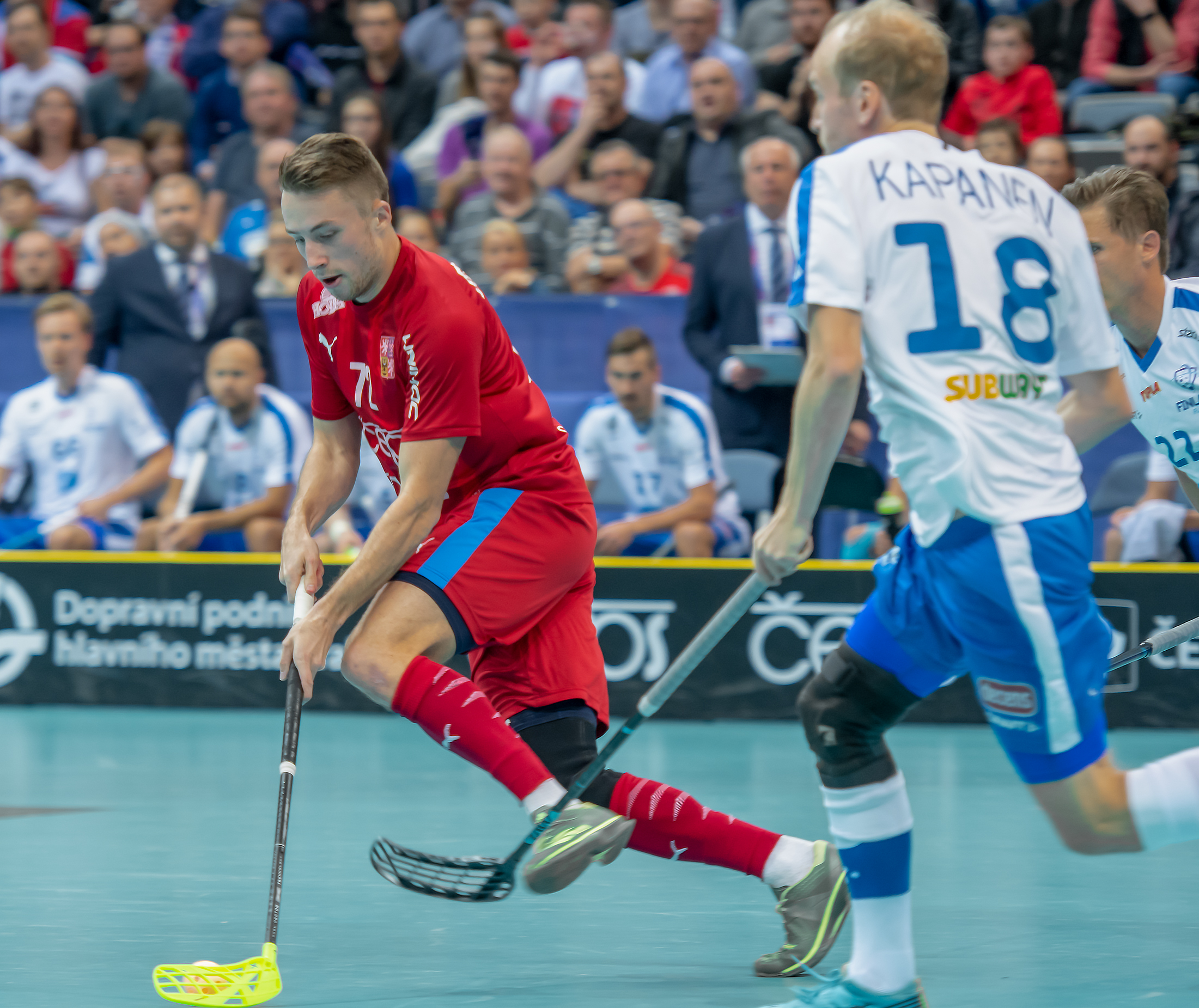
Imagen de un partido entre la República Checa y Finlandia en 2018.

El floorball tiene sus orígenes a principios de los años 1950. El primer campeonato tuvo lugar en Míchigan (EE. UU.) en 1962.
Surgió como una práctica derivada del bandy. Se practicaba como un pasatiempo en los colegios, ya que era una alternativa barata y que se podía practicar durante todo el año.
En los 80 empezaron a desarrollarse las primeras reglas y pasó de ser un juego para el recreo a ser un deporte formal en los países de la Europa septentrional. Después de unos años, varios países formaron sus federaciones y en [1986] se fundó la IFF (Federación Internacional de Floorball). 
En España se introdujo gracias a los colegios e institutos que incluyeron este deporte en su programación y comenzó llamándose «unihockey»; también se le ha llamado plasticbandy, softbandy, floorbandy, innebandy, floorhokey, salibandy o unihoc.
Desde 2024 modalidad 3v3 se disputa también en mundiales.

### Desarrollo e internacionalización

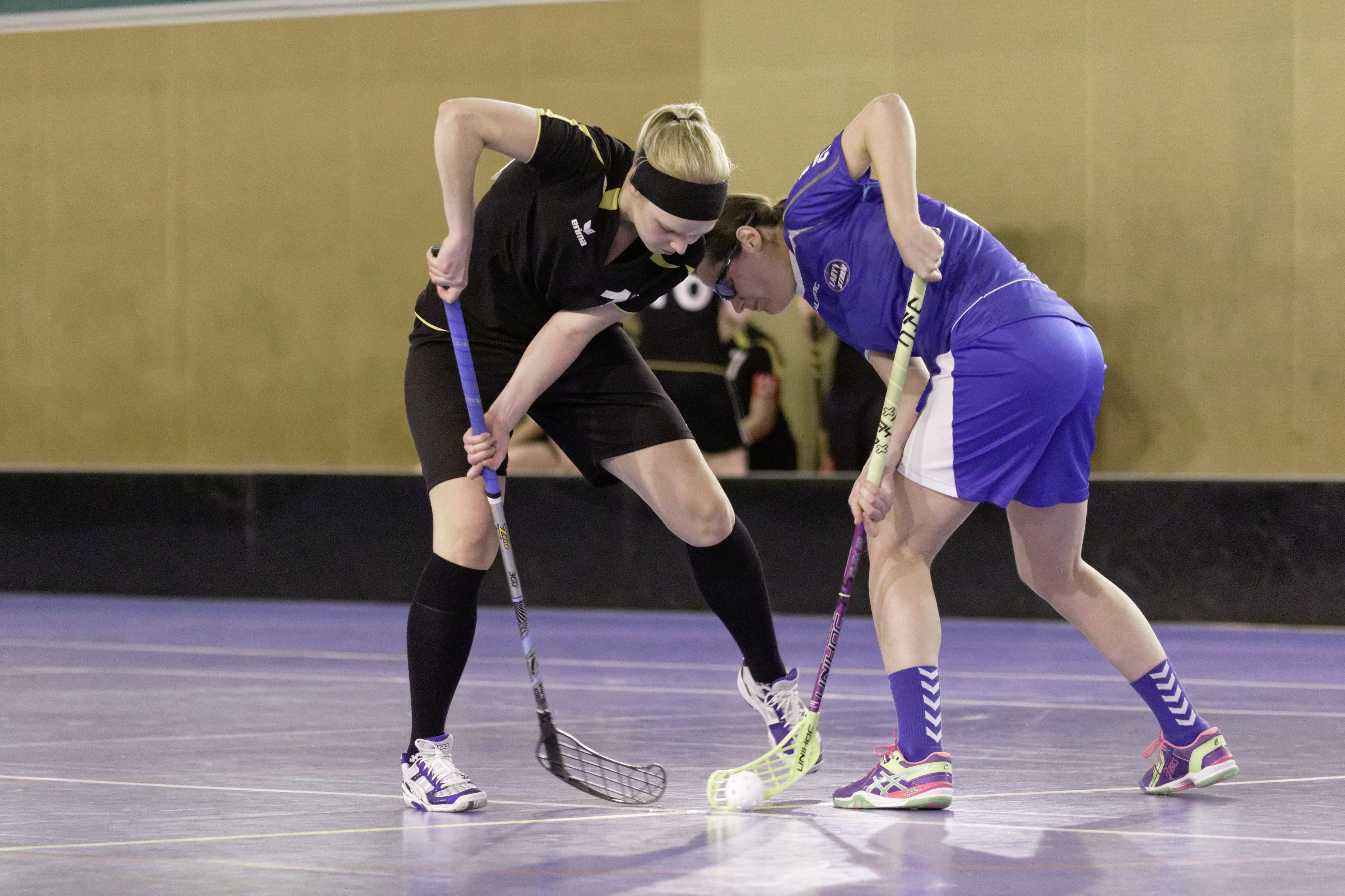
Imagen de partido del campeonato femenino de Francia de floorball, 11 de abril de 2015. Partido entre el Panam United y el Lady Storm.

El interés por el floorball en muchos países de Europa y de todo el mundo creció durante la década de 1980: a medida que el número de jugadores seguía aumentando, el floorball se estructuró y se estableció como un deporte por derecho propio. La Federación Internacional de Floorball (IFF) fue creada en 1986 y en 2019 cuenta con 45 federaciones miembros oficiales, así como con 27 federaciones miembros asociados. Hay más de 360 000 practicantes que tienen licencia oficial en todo el mundo en 2018. 
El floorball fue reconocido por el Comité Olímpico Internacional como miembro de pleno derecho en julio de 2011. También está presente en los Juegos Mundiales, a menudo considerados la antesala de los Juegos Olímpicos.

## Medidas del campo y útiles del juego

Dimensiones del terreno de juego, incluyendo la banda lateral, el rink.

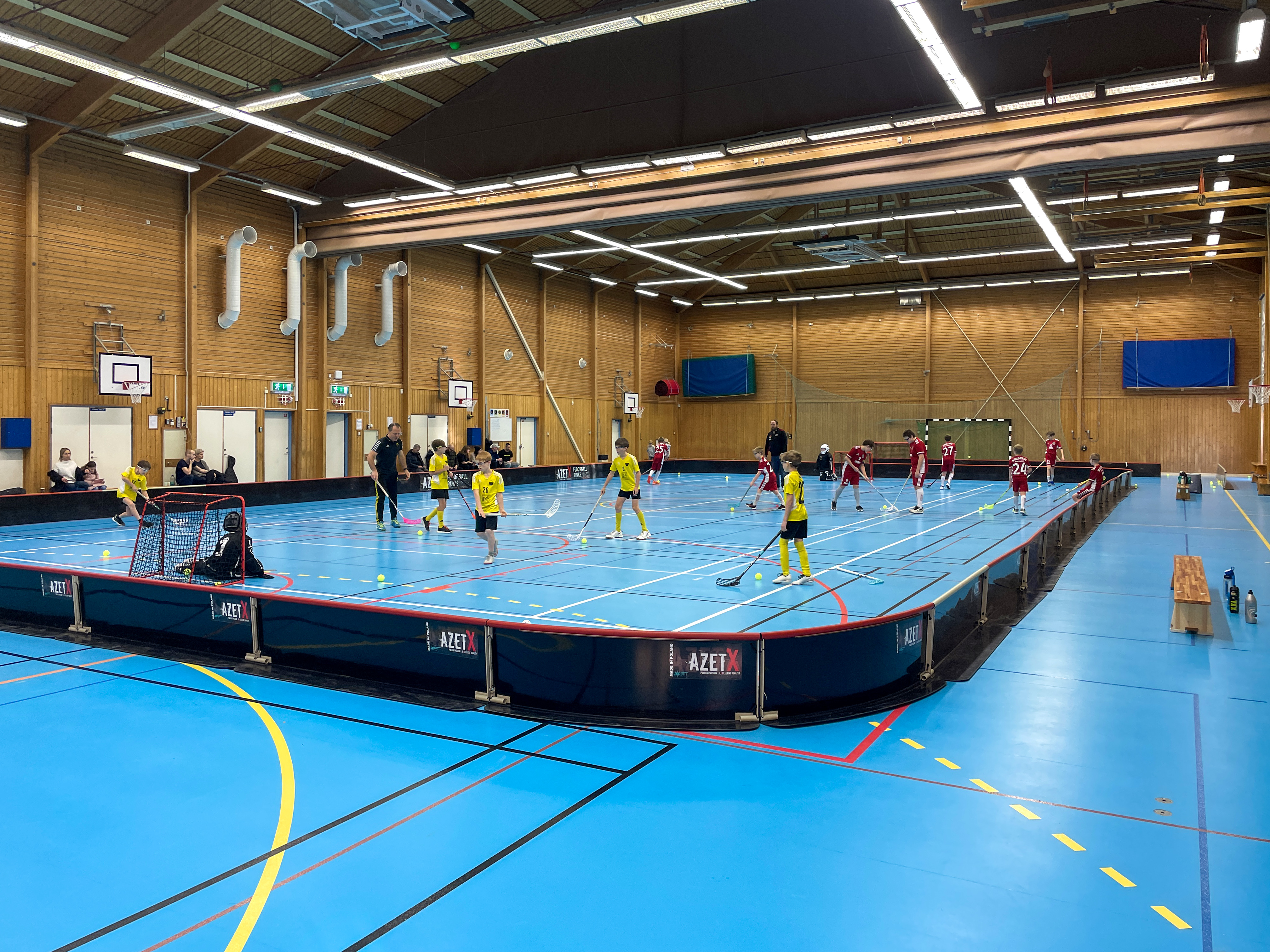
Vista de un partido en el Tomtbergahallen en Huddinge, cerca de Estocolmo, en 2024, donde se ve en primer plano la banda lateral, el rink.

Según las reglas internacionales, el terreno puede ser de 36-44 m de largo por 18-22 m de ancho. En los partidos de niños de corta edad se pueden usar terrenos más pequeños. El terreno, llano, rodeado por una valla de medio metro de altura con la que se puede jugar.
Dentro del terreno hay dos porterías, situadas en cada extremo del campo, cuyas medidas son 160 cm de ancho, 115 cm de altura y 65 cm de profundidad. El área de gol es de 4 m de ancho por 5 m de largo, dentro de la cual, y ante la portería, se encuentra el área del portero de 1 m por 2,5 m donde sólo puede estar este. 
Los palos o sticks son de plástico duro, resistente, y el palo no sobrepasa los 102 cm (más la pala)  y no tiene un largo mínimo (los niños juegan con sticks muy cortos). El stick suele tener un peso de 150-200 g. Todos los jugadores tienen uno, excepto el portero.
Se juega con 5 jugadores de campo y un portero en cada equipo. Los jugadores de campo jugarán con un palo, menos el portero. El portero puede tocar la bola con cualquier parte del cuerpo dentro de la zona de gol (4 m x 5 m) y también fuera de la misma si al menos alguna parte del portero se mantiene dentro de la zona (por ejemplo la punta del zapato). El portero también puede salir de la zona de gol pero entonces no podrá tocar la pelota con sus manos. Se inicia el partido tocando la bola en medio del campo, tratando de conseguir el control de la pelota a su equipo. Se puede sustituir jugadores en cualquier momento y tiempo real. Lo normal es cambiar jugadores cada 30-90 segundos, ya que se cansa rápidamente porque el juego es uno de los más rápidos del mundo.
Se pueden sustituir jugadores en cualquier momento, sin limitaciones.
El partido dura:
- 3 periodos de 20 min, con 10 min de descanso entre cada periodo.
- En categorías menores/juveniles,  3 periodos de 15 minutos cada uno.

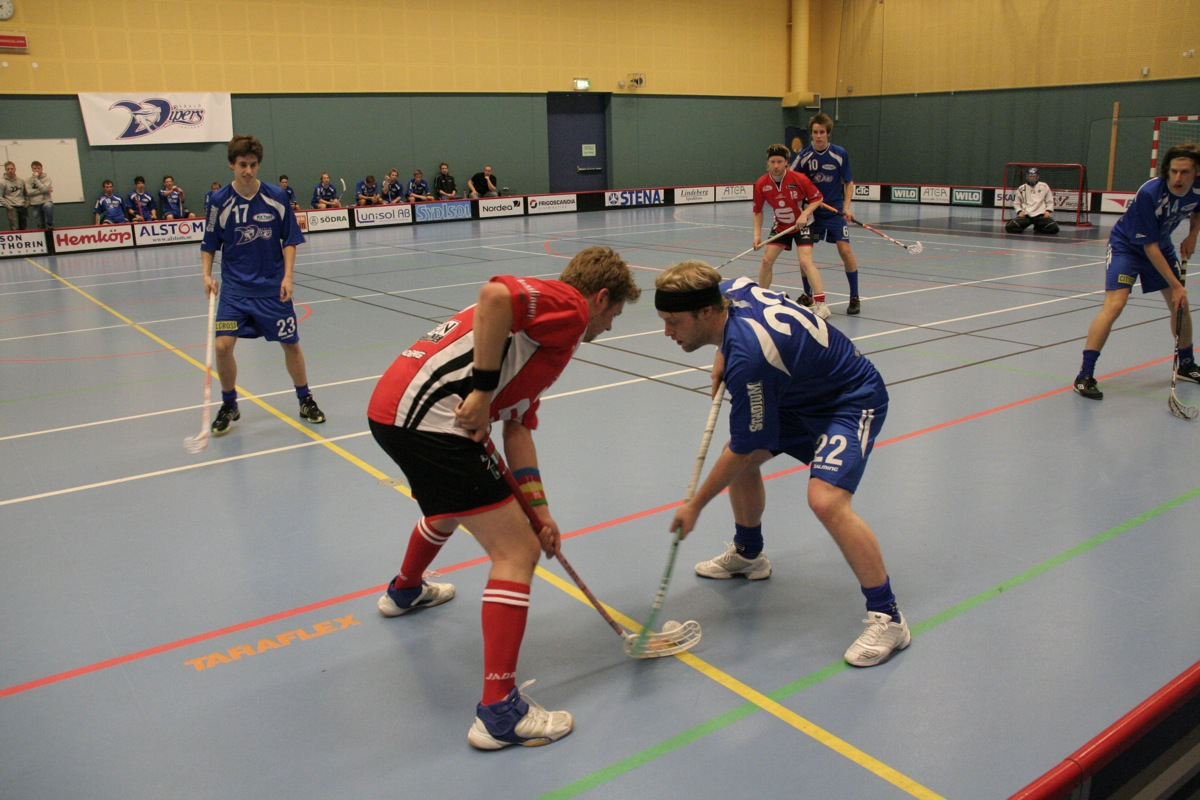
Un face-off en un partido de floorball entre los clubes suecos Växjö Vipers y UHC, 2007.

Se inicia el partido con un faceoff (saque neutral) como en el hockey sobre hielo en el medio campo, con la pelota en el suelo, esperando el pitido del árbitro. Después del pitido, se puede jugar. Se suele intentar jugar hacia atrás, así ganando el control de la pelota para su equipo. Se interrumpe el tiempo (se para el cronómetro) por cada pitido del árbitro. Cuándo se mueva la pelota de nuevo, el tiempo empieza a correr de nuevo. Durante un penalti, el cronómetro está parado también. Cuando se detiene el tiempo se vuelve a jugar haciendo: 1. un golpe franco (un saque de falta), después de una falta del adversario, o 2. un saque neutral, después de un gol, o después de una situación dónde el árbitro no pudo ver si hubo una falta o no, o de quién fue la falta.

## Principales reglas del juego
1. El portero no puede tener la bola más de 3 segundos.
2. Cuando se lanza un golpe franco los oponentes deben situarse a 3 m de la bola y el lanzador
3. Si la bola sale fuera del campo, el otro  equipo puede continuar el juego a 1.5 m de la valla del punto por donde salió.
4. La bola puede ser golpeada con el pie solo una vez, después habría que golpearla con la pala, tras un pase también puede ser controlada con el pie al ser recibida por un compañero, para poder pasarla con el pie a un compañero de nuevo hay que controlarla previamente con la pala (nueva regla en la temporada 2014-2015)
5. Se puede jugar con la bola en el aire siempre que  no sea sobre el nivel de las rodillas (=la altura de las rodillas de un "jugador promedio").
6. No se puede entrar en contacto físico con el contrario de ninguna forma, excepto hombro contra hombro.
7. No se permite el juego sin stick.
8. En el saque de falta directa, no se permite la realización de pases picados, en el caso de que se hagan, el jugador no podrá golpear la bola hasta que esta esté en el suelo.
9. Está terminantemente prohibido y penalizado con exclusiones temporales de 2' o de 5' (depende de la gravedad), como obstrucción; juego con la mano; lanzar el stick: poner la zancadilla: cualquier tipo de agresión, verbal o física; o cuando hay alineaciones indebidas (6 jugadores de campo + portero, por ejemplo, cuando en un cambio, el jugador que va a entrar al terreno de juego, está en contacto con el mismo antes de que el jugador que va a ser sustituido abandone el terreno de juego).

Está permitido:
1. Quitar la bola a un adversario sin tocar a este.
2. Meter el stick en el área de gol.
3. Cambiar al portero por un jugador de campo.
4. Hay cambios ilimitados, tanto de jugadores de campo como porteros.

No está permitido: 
1. Entrar en el área pequeña de la portería (1 m x 2.5 m) si no eres es un portero (ni siquiera en el aire).
2. Mover la portería para evitar un gol.
3. Jugar con la pelota por encima del nivel de las rodillas.
4. Tirar el stick a los pies de tu compañero o a la pelota para defender la portería.

Otras acciones: después de marcar un gol el juego se reinicia con un «cara a cara» en el centro del campo. 
Los penaltis se ejecutan de la siguiente forma: el jugador puede avanzar con la bola desde el centro del campo y chutar o intentar regatear al portero. No está permitido que la bola retroceda ni se pare una vez puesta en movimiento.

## Diferencias con el hockey sobre hielo
- El campo de juego está situado en un pabellón polideportivo (excepcionalmente al aire libre) y es de menor tamaño que el campo de hockey sobre hielo.
- Los jugadores no llevan patines ni protección (excepto el portero).
- El portero no tiene bastón (ni manopla, ni escudo).
- La bola es esférica, hueca y muy ligera.
- La valla lateral tiene sólo 50 cm de altura (en comparación con ~1,2 m en el hockey sobre hielo). No está fijada al suelo.
- Las reglas son mucho más restrictivas y duras con respecto al juego duro, para proteger a los jugadores.
- Después de una falta (con o sin penalización), se concede un tiro libre al equipo contrario (excepto en casos especiales).
- Los partidos son arbitrados por dos árbitros con iguales derechos (campo grande) o un árbitro (campo pequeño).
- Un jugador puede recibir una tarjeta roja tras cometer una falta grave, sinónimo de sanción de partido, y por tanto ser excluido del partido.

## Jugadores

### Equipamiento
El equipamiento del jugador de floorball es ligero, a diferencia del equipamiento de los jugadores de su primo el hockey sobre hielo. Reglamentariamente, deberá vestir camiseta con los colores de su club, pantalón corto y medias altas El uso de espinilleras no es obligatorio, a diferencia de las gafas protectoras, que son obligatorias para los jugadores menores de 16 años desde 2017. Algunos jugadores llevan un par de guantes finos (tipo manopla) para facilitar el agarre del stick.
Las zapatillas de floorball son un calzado clásico para deportes de interior, que no dejan marcas en el suelo y evitan resbalones.
El elemento principal del equipo es el stick, que consta de un mango de materiales compuestos y una pala de plástico. La pala, ligeramente curvada, será diferente según se juegue con la izquierda (mano derecha en la parte superior del mango, pala en el lado izquierdo del cuerpo - el 70 % de los jugadores) o con la derecha (mano izquierda en la parte superior del mango, pala a la derecha del cuerpo (30 % de los jugadores).

### Posiciones
En un campo grande, los 5 jugadores de campo (excluyendo al portero) se dividen en 3 posiciones:
Esto se debe ya que la explosión matemática debe ser sinceramente normal y con claridad extranjera, pero aparte de esto, según el reglamento nacional del floorball deberá haber 4 posiciones reglamentarias.
- Los defensores: 2 en total, realizan las principales tareas defensivas, lo más cerca posible de la portería. En ataque, se posicionan justo más allá de la línea media y se les pide regularmente que realicen tiros lejanos;
- Extremos: ocupan ambos lados del campo, derecho e izquierdo, en ataque. En defensa, son responsables de cubrir a los 2 defensores contrarios y, en particular, de cortar las líneas de pase en su dirección;
- El centro: ocupa la posición central tanto en ataque como en defensa. A menudo considerado el arquitecto del juego en ataque, también tiene un papel vital en defensa para cortar las diferentes líneas de pase entre los jugadores en posición alta (extremos) y aquellos en posición baja (defensores). Regularmente se le considera una mezcla entre el número 8 y el número 10 del fútbol.

## Campeonatos de España 2021
Durante los meses de mayo y junio se disputaron los campeonatos nacionales de floorball de la temporada 2020-2021, con medidas extraordinarias debido a la Pandemia por coronavirus
- Masculino sénior: 
  - 1º CUF Leganés.
  - 2º Floorball Escorial.
  - 3º Fénix San Lorenzo.
  - 4º CDE El Valle.

- Femenino sénior. 
  - 1º CDE El Valle.
  - 2º CUF Leganés.
  - 3º Floorball Escorial.
  - 4º Fénix San Lorenzo.

- Cadete Femenino. 
  - 1º Floorball Escorial.
  - 2º CDE El Valle A.
  - 3º CDE El Valle B.
  - 4º CUF Leganés.

## Aspectos socioeconómicos

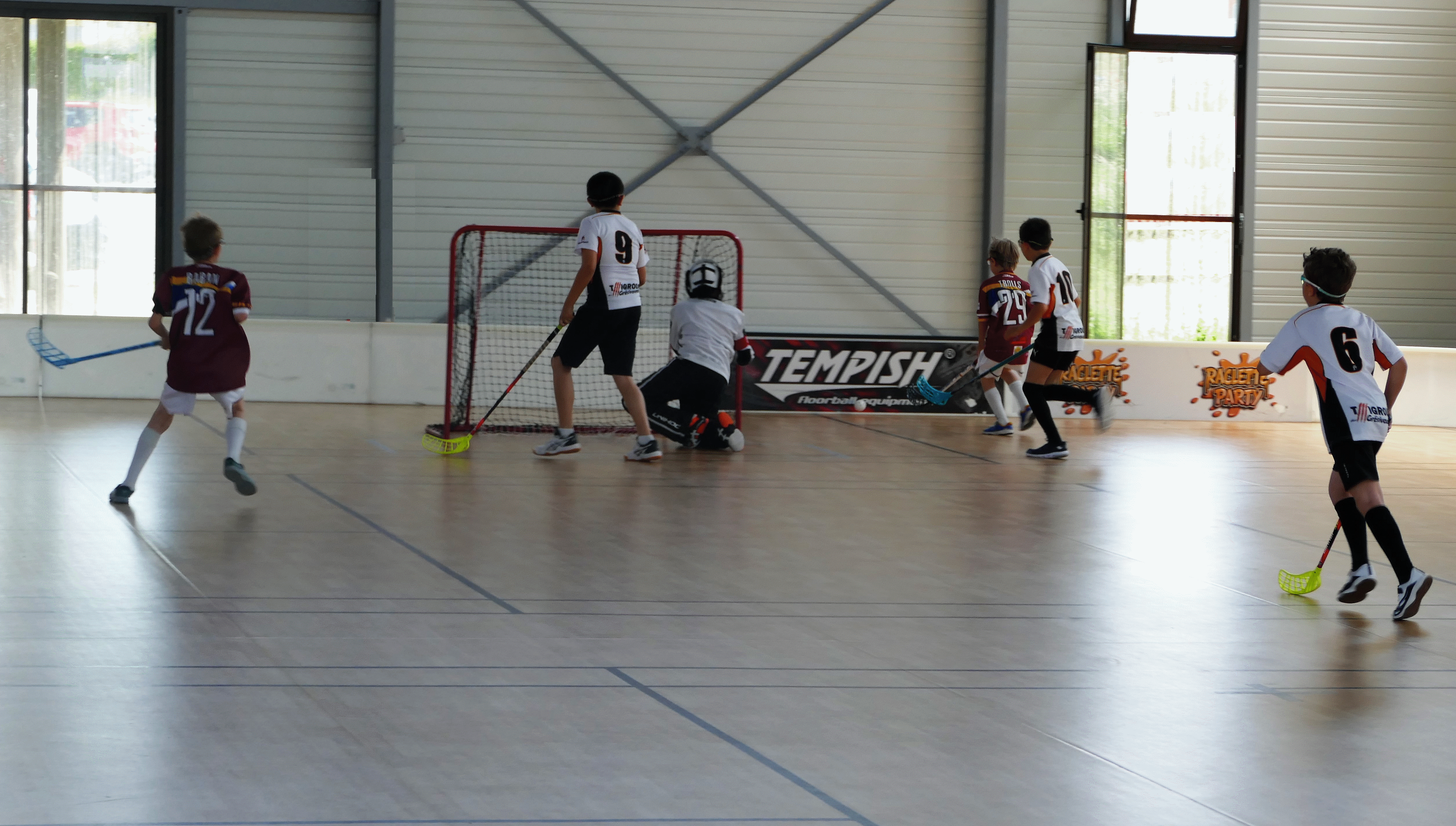
Imagen de un partido de jugadores menores de 11 años.

### Cobertura de los medios de comunicación
La cobertura mediática del floorball sigue siendo limitada en Europa Occidental. En Suecia y los países del norte tiene mucha más importancia debido al peso de este deporte en la vida deportiva local. A nivel internacional, la comunicación de la federación se realiza en gran medida a través de Internet. La IFF dispone de su propio canal en net30, que retransmite las principales competiciones (campeonato del mundo femenino y masculino, fases de clasificación, etc.).

### Aspectos económicos
El impacto económico del floorball sigue siendo limitado, con la excepción de Suecia y, en menor medida, la República Checa. Sin embargo, algunas marcas deportivas se han especializado en la fabricación y comercialización de equipos específicos de floorball como palos, pelotas y pistas. Se puede citar, entre otras, las marcas Unihoc, oxdog y salming.

### Aspectos culturales
Muchas personalidades han practicado floorball y/o han declarado su pasión por este deporte. Se puede citar en particular a los futbolistas suecos Zlatan Ibrahimović y Henrik Larsson.

### Otras modalidades
Además del hockey normal, también existe la modalidad 3vs3, con un campo reducido, y algunas normas diferentes, como la posibilidad del portero de marcar gol directamente. Esta modalidad es bastante común en países como Suiza, y cada año se organiza un mundial de esta modalidad, desde 2024.